# Psichotoe cingulata
Psichotoe cingulata là một loài bướm đêm thuộc phân họ Arctiinae, họ Erebidae.